# Reece Welch
Reece Welch (Huddersfield, 19 de septiembre de 2003) es un futbolista británico que juega en la demarcación de delantero para el Everton F. C. de la Premier League.

## Biografía
Empezó a formarse como futbolista en la cantera del Everton F. C. Después de doce temporadas en las categorías inferiores del club, finalmente debutó con el primer equipo el 3 de marzo de 2022 en un encuentro de la FA Cup contra el Boreham Wood F. C., partido que finalizó con un marcador de 2-0 tras un doblete de Salomón Rondón. La siguiente campaña disputó otro partido en la Copa de la Liga y en agosto de 2023 fue prestado al Forest Green Rovers F. C. para que compitiera en la League Two. La cesión se canceló a inicios de 2024 después de haber jugado un total de 23 encuentros. Sumó un segundo préstamo en septiembre, marchándose en esta ocasión al K. M. S. K. Deinze.

## Clubes
| Club                               | País       | Año       | Partidos | Goles |
| ---------------------------------- | ---------- | --------- | -------- | ----- |
| Everton F. C.                      | Inglaterra | 2022-2023 | 2        | 0     |
| Forest Green Rovers F. C. (cedido) | Inglaterra | 2023-2024 | 23       | 0     |
| K. M. S. K. Deinze (cedido)        | Bélgica    | 2024-2025 | 1        | 0     |
| Everton F. C.                      | Inglaterra | 2025-     |          |       |